# Теребежівська волость
Теребежівська волость — історична адміністративно-територіальна одиниця Пінського повіту Мінської губернії з центром у селі Теребежів.

## У складі Польщі
Після окупації поляками Полісся волость називали ґміна Теребєжув і включили до Лунинецького повіту Поліського воєводства Польської республіки. Центром ґміни було село Теребежів.
1 січня 1923 р. розпорядженням Ради Міністрів Польщі рачицька ґміна вилучена з Лунинецького повіту і включена до Столінського повіту.
Розпорядженням Міністра внутрішніх справ Польщі 23 березня 1928 р. ґміна поділена між сусідніми ґмінами:
- Столін — села: Бухличі, Будимлі, Глинка, Ольмани, Переброди, Смородськ, Вороння, Теребежів та колонії: Ольманські кошари й Могильне;
- Висоцк — решта території.

У наш час більша частина колишньої Теребежівської волості входить до складу Білорусі, менша - села Будимля, Городище, Переброди, Смородськ, Тумень - Рівненської області.